# Schimmel
Schimmel est un fabricant de pianos allemand. L'entreprise a été fondée à Leipzig par Wilhelm Schimmel (né en 1854) le 2 mai 1885. Son siège social se situe à Brunswick.  Devenu le plus grand fabricant de pianos en Allemagne, Schimmel, très endetté, est placé sous contrôle financier en août 2009. La santé de l'entreprise s'améliore; redevenue propriété de la famille Schimmel, elle reste le premier fabricant de pianos d'Allemagne à ce jour.

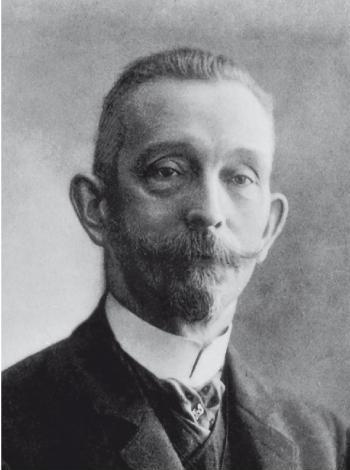
Wilhelm Schimmel, fondateur de l'entreprise
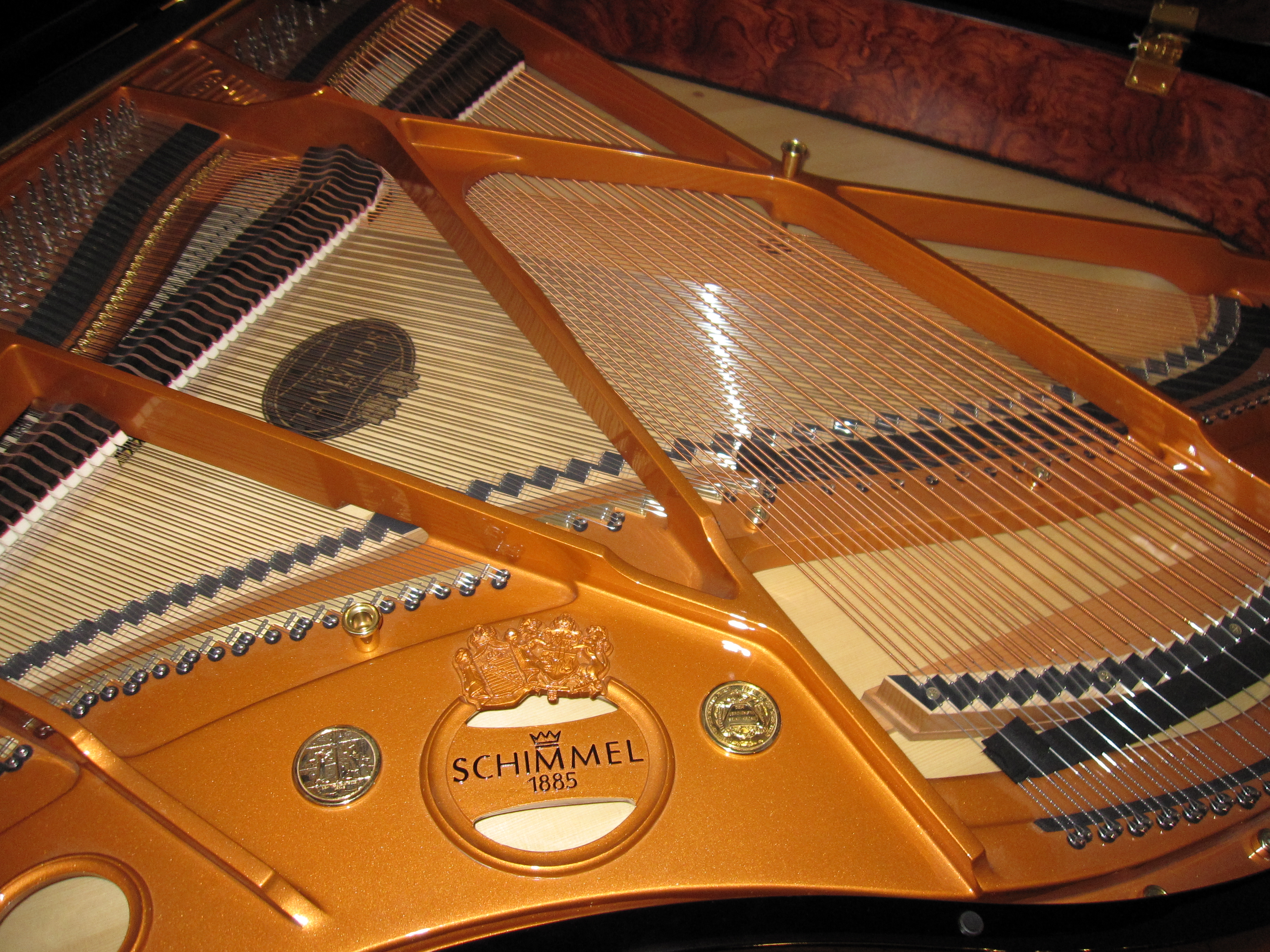
Intérieur d'un piano Schimmel
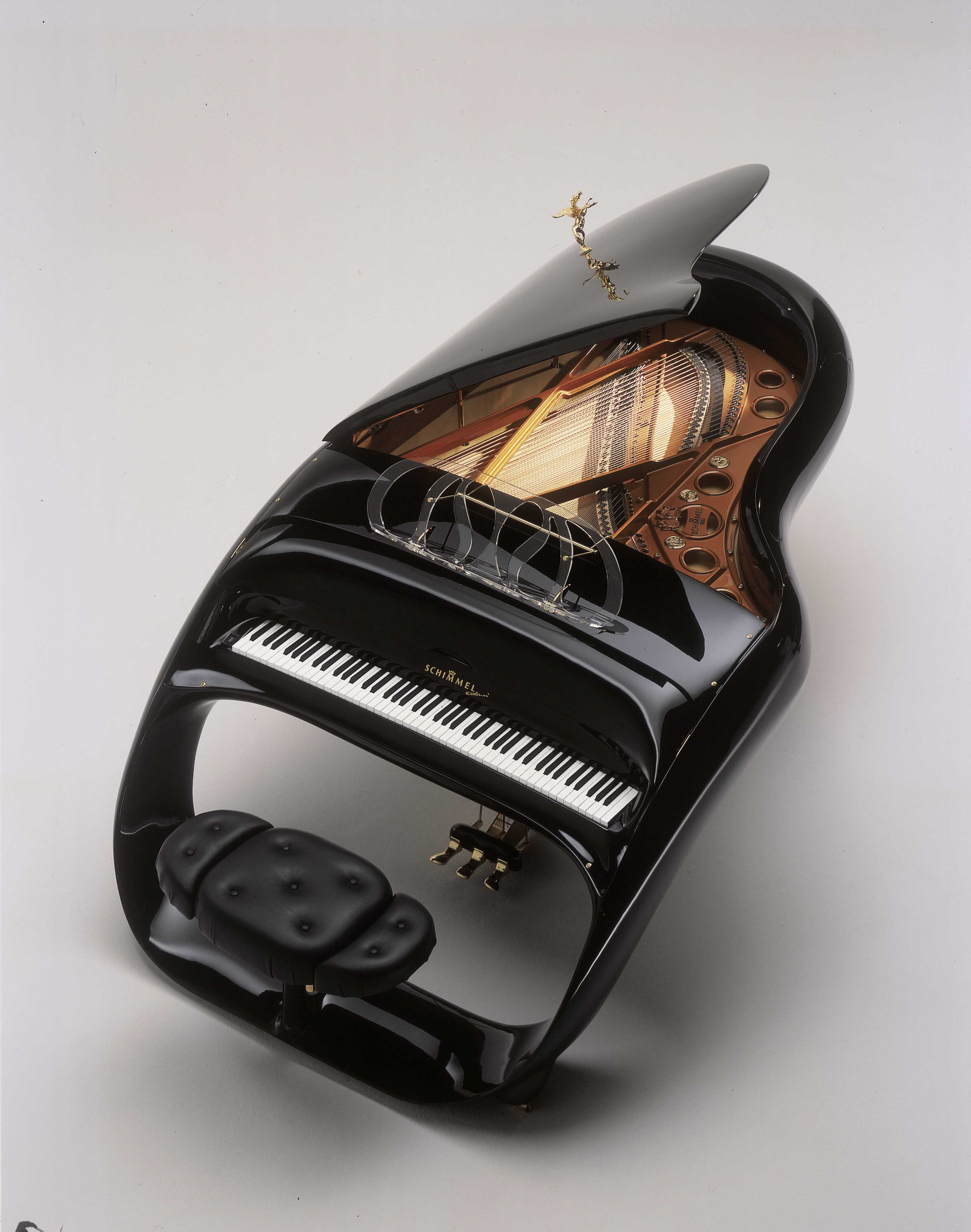
Piano Pegasus
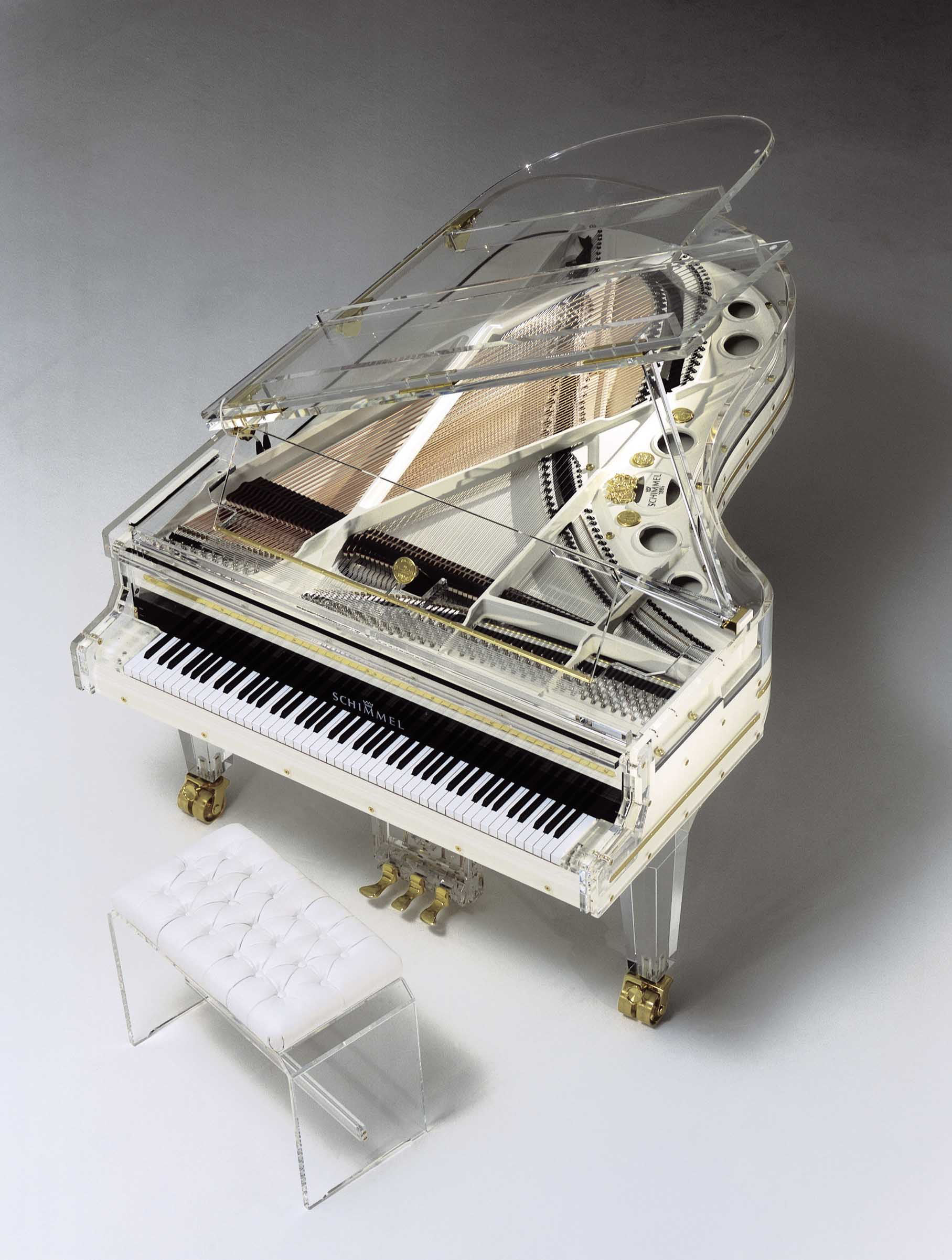
Piano transparent